# ひらいたひらいた

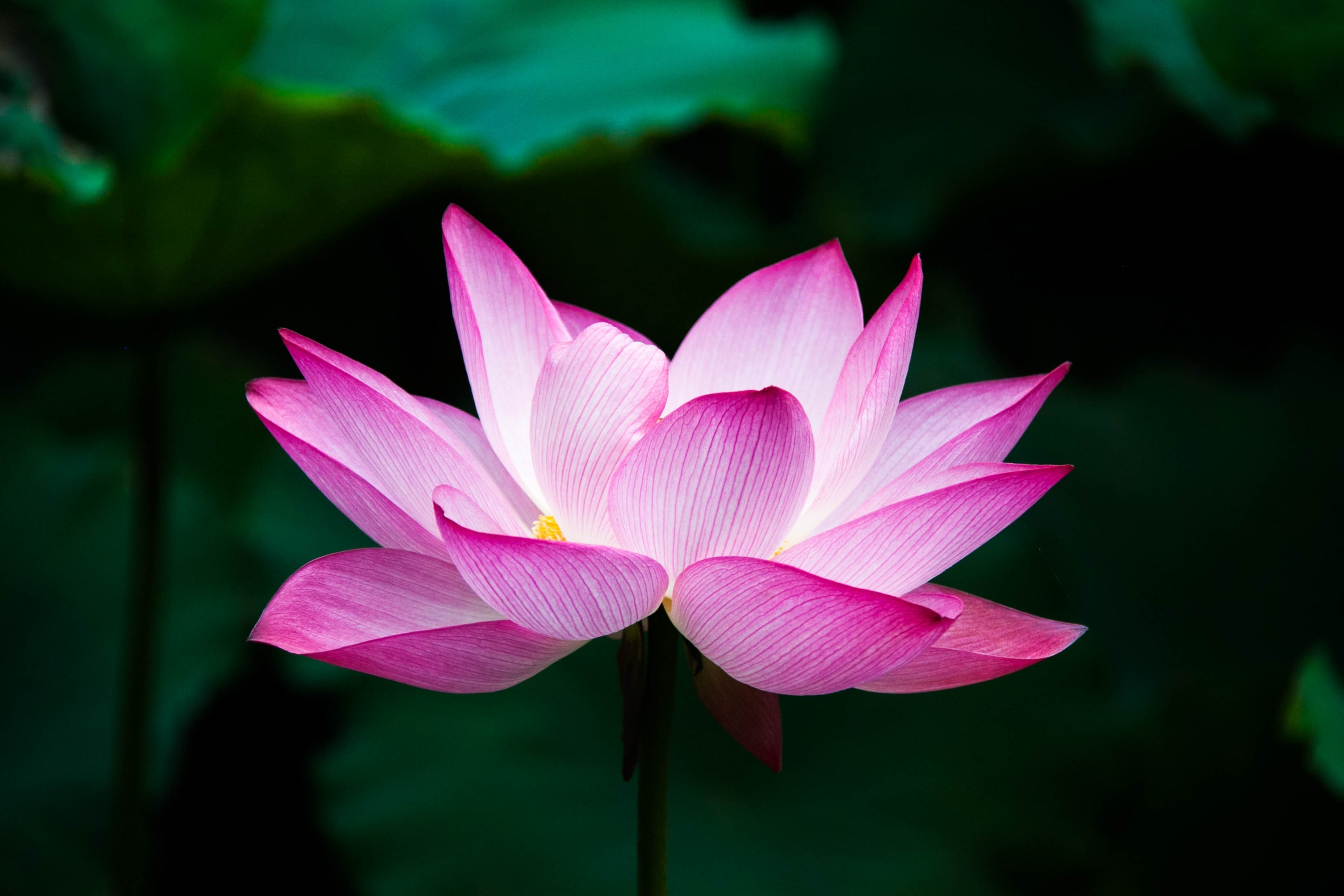
「ひらいたひらいた」に登場する「れんげのはな」

ひらいたひらいた（開いた開いた）は日本のわらべうた・童謡。古くは江戸時代から浅草近辺で唄われていたが、現代には日本国内で広く歌われる。

## 解説
お遊戯唄として日本国内では広く知られる。江戸時代からうたわれてきた童歌であるが広く唄われるようになったのは、幼児教育が普及したのちのことである。
れんげ れんげ
つぅぼんだ つぅぼんだ
やっとことっちや つぼんだー
ひーらいた ひーらいた
やっとことっちや ひーらいたー ひーらいたー
1820年（文政3年）頃、行智が江戸の浅草を中心に集めた『童謡集』では「蓮華」として採録されている。江戸時代のこうした遊戯唄は明治に入りフレーベルなど西洋の遊戯唄に追いやられ一度は衰退したが、明治30年代頃から唱歌教育改革などの影響を受け再度見直された。1942年（昭和24年）の「子供うた風土記」では2021年現在に唄われている歌詞とほぼ同じ歌詞で採録されており、今日「いつのまにか」と唄われる箇所が「やっとこさと」に変わるだけである。2000年代でも小学校教育に用いられるなど、日本全国的に広く唄われる。
お遊戯では、手をつないで輪をつくり、唄にあわせて輪の大きさを変えて遊ばれる。

## 歌詞
乱調であるが七五調のように繰り返す。歌われる「れんげのはな（蓮華の花）」は「レンゲソウ」ではなくハスの花のことである。

## 絵本
- 『こぐまちゃんえほん ひらいた ひらいた』わかやまけん（若山憲）（絵）森比左志、わだよしおみ（文）、こぐま社、1977年、ISBN 978-4-7721-0051-9。

## カバー
- 藤圭子のアルバム『圭子のわらべ唄／藤圭子とグリーメン』JRS-7174（1971年）収録。編曲：小杉太一郎。歌唱はグリーメン。